# Talsi (distrito)
Talsi (Letão: Talsu rajons) é um distrito da Letônia localizado na região de Kurzeme. Sua capital é a cidade de Talsi.
O distrito de Talsi está situado na parte do norte da península de Kurzeme. Faz divisa com os distritos de Ventspils, Kuldīga e Tukums. Possui 96 km de litoral no golfo de Riga. 
A floresta cobre 55% do território do distrito, 29% são terras cultivaveis, 3,5% são de águas e 3,4% são de pântanos.
O ponto o mais elevado em Talsi é o monte Kamparkalns, 174 metros acima do nível do mar.
63,5% da população é urbana e 36,5% rural.
A população é composta de letões 92%, russos 3,6%, ciganos 1,2% e outros 3,2%.